# Ос (коммуна)
Ос (норв. Ås) — коммуна в губернии (фюльке) Акерсхус, Норвегия. Границы муниципалитета остаются неизменными с 1838 года, за исключением незначительной корректировки границ с Фрогном в 1969 году. Население — 22 005 человек (2024).

## Название
Коммуна получила своё название в честь невысокого холма, на котором стоит церковь (åsen с норв. — «холм»).

## Население
По состоянию на 2024 год, в коммуне проживает 22 005 человек. Население Оса росло почти непрерывно на протяжении более ста лет. За десятилетний период с 1996 по 2006 гг. количество жителей выросло на 16,1 %. Население особенно сосредоточено в городе Ос, где проживает чуть более половины всех жителей коммуны.

## Городские центры
Согласно определению Центрального статистического бюро Норвегии, в Осе есть три городских центра — собственно Ос, Ски и Хьернес. Эти города занимают в общей сложности 9,1 км² и составляют 9 % площади муниципалитета.

## Образование
В коммуне расположен Норвежский университет наук о жизни.

## Города-побратимы
Является городом-побратимом для городов:
- Швеция — Юнгбю, Крунуберг
- Финляндия — Паймио
- Дания — Хольбек